# Riccardo Montanaro
Riccardo Montanaro (Torino, 24 aprile 1954 – Mezzegra, 13 novembre 2010) è stato un doppiatore italiano, noto per aver prestato la voce a Richard Griffiths nel suo ruolo da protagonista della serie Pie in the Sky.

## Filmografia
- Portami via, regia di Gianluca Maria Tavarelli (1994)
- Un amore, regia di Gianluca Maria Tavarelli (1999)
- Qui non è il paradiso, regia di Gianluca Maria Tavarelli (2000)
- Distretto di polizia – serie TV, episodio 8x11 (2008)

## Doppiaggio

### Televisione
- James Reynolds (attore) in Il tempo della nostra vita
- Richard Griffiths in Pie in the Sky
- Fernando Balzaretti in Tu sei il mio destino
- Samuel Molina in Marcellina
- Germán Palacios in Celeste
- Roberto Aita in Per Elisa
- Gregorio Mendoza in Regina

### Cartoni animati
- Mew in La vita segreta dei giocattoli
- Sig. Polie in Rolie Polie Olie (1ª voce)

### Videogiochi
- Dorn e  Sepp Huber in Gabriel Knight II - La bestia brutale[1]